# Листовое ламинирование
Листовое ламинирование  — группа методов аддитивного производства, основанных на послойном соединении листовых материалов для создания трёхмерных объектов. Ключевыми представителями технологии являются Laminated Object Manufacturing (LOM) -- производство ламинированных объектов и Ultrasonic Additive Manufacturing (UAM) or Ultrasonic Consolidation (UC) -- ультразвуковое аддитивное производство. LOM использует клей или тепло для соединения слоёв с последующей резкой, тогда как UAM применяет ультразвуковую сварку металлов, дополненную фрезеровкой. Оба метода позволяют создавать градиентные и многоматериальные структуры, что расширяет их применение в прототипировании, производстве и ремонте деталей.

## Определение
Листовое ламинирование (Sheet Lamination) объединяет технологии, где тонкие листы материала (бумага, пластик, металл) соединяются послойно, а излишки удаляются для формирования объекта. 
- Laminated Object Manufacturing - LOM: Листы склеиваются или сплавляются теплом, затем вырезаются лазером или ножом.
- Ultrasonic Additive Manufacturing - UAM: Металлические фольги свариваются ультразвуком в твёрдом состоянии, с ЧПУ - постобработкой для точности и снижения шероховатости.

## История появления

### LOM
Метод LOM был разработан в 1980-х годах Майклом Фейгеном в компании Helisys Inc. Первый патент США 4,752,352  зарегистрирован в 1988 году. Изначально технология использовала бумагу с клеевым покрытием, что сделало её доступной для быстрого прототипирования.

### UAM
UAM появился в 1999 году благодаря Dawn White, которая запатентовала процесс (патент США № 6,519,500). Технология была коммерциализирована Solidica Inc., а затем усовершенствована Fabrisonic с введением высокомощной версии источника ультразвука.

## Изображения
- Схема процесса LOM:Схема процесса объемного ламинирования

Схема процесса объемного ламинирования

- Пример 3Д печати методом UAM градиентного изделия путем чередования слоев Al1000 и CPTi[6]:Пример 3Д печати методом UAM градиентного изделия путем чередования слоев Al1000 и CPTi

Пример 3Д печати методом UAM градиентного изделия путем чередования слоев Al1000 и CPTi

## Описание технических процессов

### LOM
Лист материала (толщиной 0,05–0,2 мм, см. Схема) подаётся на платформу -7, склеивается с предыдущим слоем с помощью нагретого ролика -2, затем лазерный резак (3-5) или нож вырезает контур. Излишки остаются как поддержка и удаляются -8 после завершения. Процесс выполняется следующим образом:
1. Лист приклеивается к подложке с помощью разогретого валика -6.
2. Лазером намечаются желаемые размеры текущего сечения прототипа -5.
3. Лазером заштриховывается -4 область, не предназначенная для использования -3, для облегчения удаления отходов.
4. Платформа с готовым слоем перемещается в сторону -6.
5. Укладывается новый лист материала -1.
6. Платформа опускается в новое положение для приема следующего слоя -7.

Процесс повторяется до тех пор, пока не будет готова полная модель или прототип.

### UAM
Металлическая фольга (толщиной до 0,15 мм) соединяется с подложкой ультразвуковыми колебаниями (20 кГц) под давлением. ЧПУ-фрезеровка применяется для создания сложных форм и удаления излишков.
Производственный процесс выглядит следующим образом:
- На монтажную платформу устанавливается цельнометаллическая опорная пластина.
- Поверх опорной пластины укладывается металлическая фольга, и вся монтажная платформа протягивается под сонотродом, приклеивая фольгу к базовой пластине. На этом этапе детали не придается никакой формы.
- Затем этот процесс повторяется до тех пор, пока склеиваемые слои не достигнут заданной глубины.
- Станок с ЧПУ, аналогичный тем, которые используются при традиционной субтрактивной обработке с ЧПУ, придает детали нужную форму, удаляя лишнюю пленку.
- Этот цикл повторяется до тех пор, пока деталь не достигнет заданной высоты.

Фрезерный инструмент меньшего размера придаст детали дополнительную форму и завершит внутреннее фрезерование, необходимое для получения готовой детали. Полный цикл UAM повторяется до тех пор, пока деталь не будет готова.
Деталь снимается со строительной платформы, а опорная плита отсоединяется.

## Используемые материалы
- LOM: Бумага, пластиковые плёнки, реже металлические листы (с термообработкой). Метод поддерживает полимерные композиты и керамические ленты, но металлокерамика и керамополимеры требуют специальной постобработки (например, спекания).
- UAM: Металлы (алюминий, медь, титан, нержавеющая сталь). UAM позволяет комбинировать разнородные металлы для градиентных структур, но не совместим с керамикой или полимерами напрямую.

### Совместимость материалов
- Удобно сочетать: В LOM — бумага с клеем, пластик с пластиком; в UAM — алюминий с медью, титан с нержавеющей сталью (низкая температура исключает образование хрупких интерметаллидных фаз).
- Несовместимо: В LOM — металлы с керамикой без постобработки; в UAM — полимеры и керамика из-за отсутствия плавления.

### Металлопоимеры и керамополимеры
LOM может использоваться для печати металлополимерных или керамополимерных структур, если применять полимерные ленты с металлическими или керамическими наполнителями, но потребуется высокотемпературная постобработка (дополнительное спекание). UAM для таких материалов непригоден из-за ультразвукового принципа, ограничивающего его металлами.

## Градиентные и многоматериальные структуры
Оба метода позволяют создавать градиентные и многоматериальные изделия:
- LOM: Переход между слоями бумаги и пластика с разными свойствами (например, плотность или цвет).
- UAM: Комбинирование металлов (например, алюминий-титан) для изменения теплопроводности или прочности вдоль структуры. См. пример градиентного изделия чередованием слоев Al1000 и СрTi на вкладке.

## Сравнение LOM и UAM
| Параметр           | LOM                                                    | UAM                                |
| ------------------ | ------------------------------------------------------ | ---------------------------------- |
| Принцип соединения | Клей/тепло                                             | Ультразвук                         |
| Материалы          | Бумага, пластик, металл?                               | Только металлы                     |
| Точность (слой)    | Средняя (0,1–0,5 мм)                                   | Высокая (<0,1 мм)                  |
| Скорость           | Высокая                                                | Средняя                            |
| Прочность          | Низкая (50–100 МПа для бумаги, до 200 МПа с пластиком) | Высокая (300–500 МПа для металлов) |
| Применение         | Прототипы                                              | Функциональные детали              |

## Сравнение с другими технологиями
По сравнению с технологий селективного лазерного плавления, LOM и UAM проще в реализации, но уступают в точности мелких деталей. UAM превосходит Binder Jetting по прочности соединений, а LOM экономичнее лазерной стерелитографии для визуальных моделей.

## Известные фирмы-производители

### В мире
- LOM: Cubic Technologies (ранее Helisys) , Mcor Technologies .
- UAM: Fabrisonic (США) , Solidica .

### В России
- Оборудование для LOM и UAM в основном импортируется.